# Alena Sidko

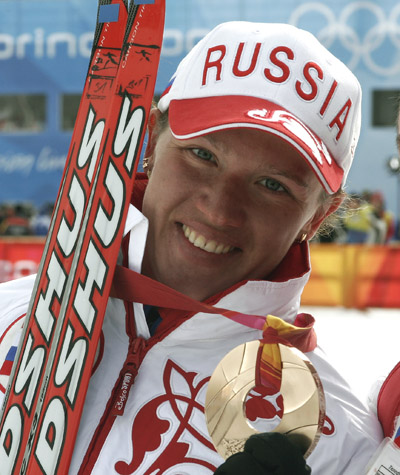
Alena Sidko

Alena Viktorovna Sidko (ryska: Алёна Викторона Сидько), rysk längdskidåkare född 20 september 1979.
Alena har en OS-medalj och en VM-medalj i sprint. I världscupen har hon två pallplaceringar varav en seger även dessa båda i sprint.